# جغرافیای ایتالیا

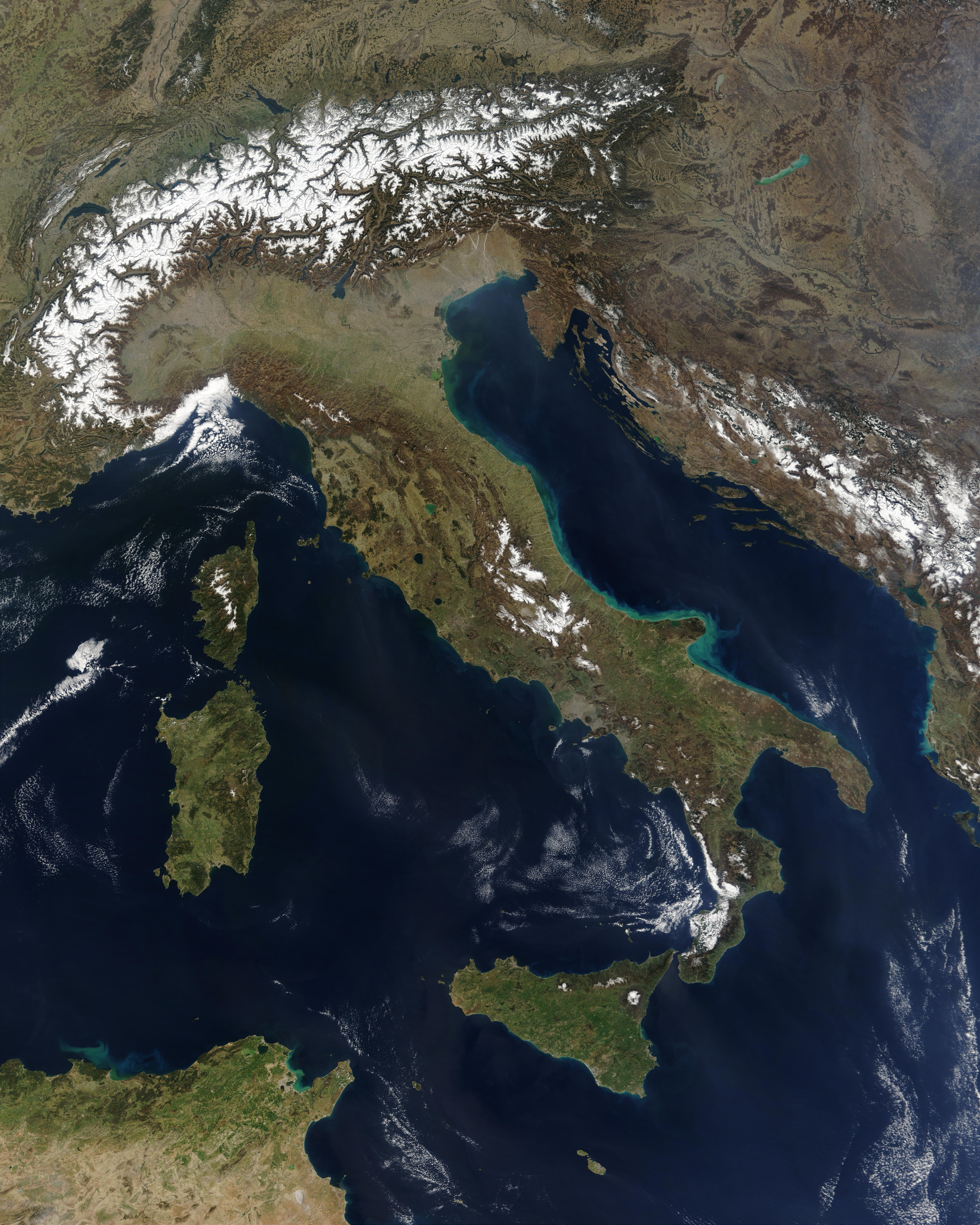
نمای ایتالیا از فضا

ایتالیا کشوری در جنوب اروپا و پایتخت آن شهر رم است. این کشور از شبه‌جزیره ایتالیا و دو جزیره سیسیل و ساردِنی در دریای مدیترانه تشکیل شده‌است. امروزه ایتالیا کشوری توسعه‌یافته‌است و جزو هشت کشور صنعتی به‌شمار می‌آید. واحد پول این کشور یورو و زبان رسمی آن ایتالیایی است. جمعیت ایتالیا ۵۹.۲۷۵ میلیون (نوامبر ۲۰۲۴) است و ۹۱٫۶ درصد مردم آن مسیحی هستند.
ایتالیا پنجمین کشور پرجمعیت اروپا و ۲۳امین کشور پرجمعیت دنیا است. ایتالیا آب‌وهوای معتدل فصلی دارد و آب‌وهوای مناطق ساحلی آن با شرایط هوایی کوهستان‌های داخلی تفاوت زیادی دارد. دو کشور مستقل بسیار کوچک به نام‌های واتیکان و سان مارینو در درون خاک ایتالیا قرار دارند و یک تکه از خاک ایتالیا نیز بیرون از خاک اصلی این کشور و در سوئیس قرار دارد که کامپیونه دیتالیا نامیده می‌شود.

## جغرافیا

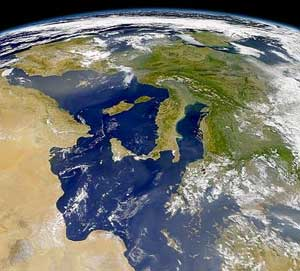
تصویر ماهواره‌ای از ایتالیا

ایتالیا در جنوب اروپا با مختصات جغرافیایی تقریبی ۵۰ ۲۲ شمالی، ۳۰ ۱۲ شرقی قرار دارد.
مساحت کل آن ۳۰۱۳۲۳ کیلومتر مربع (تقریباً یک پنجم ایران) است که از آن ۲۹۴۰۲۹ کیلومتر مربع خشکی و ۷۲۱۰ کیلومتر مربع آب است. ۷۶۰۰ کیلومتر ساحل دارد.
نکتهٔ جالب در مورد نقشهٔ کشور ایتالیا این است که نقشهٔ این کشور شبیه چکمه است.
جزایر ساردنی و سیسیل در دریای مدیترانه نیز جزو ایتالیا است.
مرزهای این کشور ۲۹۳۲۱ کیلومتر است. با کشورهای زیر مرز مشترک دارد:
- اتریش: ۴۳۰ کیلومتر
- فرانسه: ۴۸۸ کیلومتر
- واتیکان: ۳٫۲ کیلومتر (واتیکان در داخل شهر رم پایتخت ایتالیا قرار دارد)
- سان مارینو: ۳۹ کیلومتر (کشور سان مارینو در شمال ایتالیا و در دل ایالت امیلیا رومانیا قرار دارد)
- اسلوونی: ۲۳۲ کیلومتر
- سوئیس: ۷۴۰ کیلومتر

آب و هوای ایتالیا مدیترانه‌ای است. در شمال به دلیل وجود رشته‌کوه آلپ سرد، در جنوب خشک و در کل کشوری تقریباً گرم است.
بلندترین نقطه آن کوه مونته بیانکو با ارتفاع ۴۸۰۸ متر از سطح دریا و کمترین ارتفاع آن دریای مدیترانه‌است.

## تقسیمات کشوری
کشور ایتالیا از نظر جغرافیایی به ۲۰ ناحیه تقسیم می‌شود که ۵ تا از آن‌ها دارای نوعی خودمختاری در وضع قوانین محلی می‌باشند.
از سوی دیگر ایتالیا به ۱۱۰ استان و ۸٬۱۰۰ شهرداری تقسیم می‌شود. علاوه بر این در سال ۲۰۰۹ میلادی ۱۵ شهر ایتالیا به عنوان ابرشهر (متروپولیس) در نظر گرفته شدند که البته این تقسیمات جدید هنوز به مرحله رسمی و اجرایی نرسیده‌است.
| ناحیه‌ها              | مرکز      | مساحت (کیلومتر مربع) | مساحت (مایل مربع) | جمعیت     |
| -------------------- | --------- | -------------------- | ----------------- | --------- |
| آبروتزو              | لاکوئیلا  | ۱۰٬۷۶۳               | ۴٬۱۵۶             | ۱٬۳۴۲٬۱۷۷ |
| واله دائوستا*        | ائوستا    | ۳٬۲۶۳                | ۱٬۲۶۰             | ۱۲۸٬۱۲۹   |
| آپولیا               | باری      | ۱۹٬۳۵۸               | ۷٬۴۷۴             | ۴٬۰۹۰٬۵۷۷ |
| باسیلیکاتا           | پوتنزا    | ۹٬۹۹۵                | ۳٬۸۵۹             | ۵۸۷٬۶۸۰   |
| کالابریا             | کاتانزارو | ۱۵٬۰۸۰               | ۵٬۸۲۲             | ۲٬۰۱۱٬۵۳۷ |
| کامپانیا             | ناپل      | ۱۳٬۵۹۰               | ۵٬۲۴۷             | ۵٬۸۳۳٬۱۳۱ |
| امیلیا-رومانیا       | بولونیا   | ۲۲٬۴۴۶               | ۸٬۶۶۶             | ۴٬۴۲۹٬۷۶۶ |
| فریولی ونتزیا جولیا* | تریسته    | ۷٬۸۵۸                | ۳٬۰۳۴             | ۱٬۲۳۵٬۷۶۱ |
| لاتزیو               | رم        | ۱۷٬۲۳۶               | ۶٬۶۵۵             | ۵٬۷۲۴٬۳۶۵ |
| لیگوریا              | جنوا      | ۵٬۴۲۲                | ۲٬۰۹۳             | ۱٬۶۱۶٬۹۹۳ |
| لمباردی              | میلان     | ۲۳٬۸۴۴               | ۹٬۲۰۶             | ۹٬۹۰۹٬۳۴۸ |
| مارکه                | آنکونا    | ۹٬۳۶۶                | ۳٬۶۱۶             | ۱٬۵۶۴٬۸۸۶ |
| مولیز                | کامپوباسو | ۴٬۴۳۸                | ۱٬۷۱۳             | ۳۱۹٬۸۳۴   |
| پیمونت               | تورین     | ۲۵٬۴۰۲               | ۹٬۸۰۸             | ۴٬۴۵۶٬۵۳۲ |
| ساردنی*              | کالیاری   | ۲۴٬۰۹۰               | ۹٬۳۰۱             | ۱٬۶۷۵٬۲۸۶ |
| سیسیل*               | پالرمو    | ۲۵٬۷۱۱               | ۹٬۹۲۷             | ۵٬۰۵۰٬۴۸۶ |
| توسکانی              | فلورانس   | ۲۲٬۹۹۳               | ۸٬۸۷۸             | ۳٬۷۴۹٬۰۷۴ |
| ترنتینو آلتو آدیجه*  | ترنتو     | ۱۳٬۶۰۷               | ۵٬۲۵۴             | ۱٬۰۳۶٬۶۳۹ |
| اومبریا              | پروجا     | ۸٬۴۵۶                | ۳٬۲۶۵             | ۹۰۶٬۶۷۵   |
| ونتو                 | ونیز      | ۱۸٬۳۹۹               | ۷٬۱۰۴             | ۴٬۹۳۶٬۱۹۷ |

## سرزمین
- مصنوعی (شهری، صنعتی و غیره): ۴٫۹٪
- کشاورزی: ۵۲٫۲٪
  - زمین‌های زراعی: ۲۷٫۹٪
  - دائم: ۷٫۱٪
  - دیگر: ۱۷٫۲٪
- چوب: ۴۱٫۴٪
- تالاب: ۰٫۴٪
- آب (دریاچه‌ها و غیره):

### زمین‌های آبی
- ۳۹٬۵۱۰ کیلومتر مربع (۲۰۰۷)

### مجموع منابع آب تجدیدپذیر
- ۱۹۱٫۳ کیلومترمکعب (۲۰۱۱)